# 岜团桥
25°56′17″N 109°28′30″E / 25.93806°N 109.47500°E
岜团桥位于中国广西壮族自治区柳州市三江侗族自治县独峒乡岜团村，横跨孟江河，为侗族特有的风雨桥建筑，建于1896-1910年，2001年被列为第五批全国重点文物保护单位。
岜团桥长50米，宽4.5米，从水面到桥顶约12米，有桥墩一座。桥面桥楼三座，建于桥墩上和两端，均为歇山顶。桥面人畜分行，人行道宽3.1米，高2.4米，畜行道宽1.4米，高1.9米。